# Lophoptera pallibasis
Lophoptera pallibasis là một loài bướm đêm trong họ Noctuidae.